# Arene balboai
Arene balboai är en snäckart som först beskrevs av Strong och Leo George Hertlein 1939.  Arene balboai ingår i släktet Arene och familjen turbinsnäckor. Inga underarter finns listade i Catalogue of Life.